# Non ci è stato regalato niente
Non ci è stato regalato niente è un mediometraggio a carattere documentario di Eric Esser uscito nel 2014. Il film fornisce un ritratto di Annita Malavasi, partigiana durante l'occupazione tedesca in Italia nella seconda guerra mondiale col nome di battaglia "Laila" nonché una delle poche donne comandanti nella Resistenza, poi sindacalista.

## Trama
Il film affronta il tema della Resistenza durante la seconda guerra mondiale dalla prospettiva di una partigiana comunista. Nelle interviste la protagonista, Annita Malavasi, racconta del processo che la conduce a diventare partigiana. La narrazione segue la cronologia degli eventi ed inizia l'8 settembre 1943 con l'occupazione del paese da parte delle truppe tedesche per poi finire con la liberazione, il 25 aprile 1945. Durante questo periodo la staffetta Malavasi si trasforma da aiutante del fratello in comandante di una propria unità nei monti dopo l'entrata in clandestinità.
Nel corso del film la protagonista visita le sue amiche Gina Moncigoli e Pierina Bonilauri, due ex partigiane conosciute durante la Resistenza. Per queste donne l'esperienza resistenziale ha costituito allo stesso tempo il punto di partenza della loro emancipazione da una società patriarcale.

## Produzione
Le riprese furono effettuate nei primi mesi del 2011. Dopo qualche mese le tre protagoniste sono decedute.

## Distribuzione
Non ci è stato regalato niente è stato mostrato in anteprima mondiale il 20 gennaio 2014 nella città messicana Veracruz al Festival Mundial de Cine Estremo San Sebastián. La première europea del film ha avuto luogo il 10 marzo al FrauenFilmTage 2014 di Vienna. A distanza di poco, il 22 marzo 2014, si è tenuta quella italiana allo Sguardi Altrove - Film Festival a regia femminile di Milano.
La pellicola, stando alle informazioni offerte dal sito web del film, è stata finanziata da un Fondo di solidarietà per la promozione al diritto allo studio della Fondazione Hans Böckler. L'Istituto per la Storia della Resistenza e della Società contemporanea di Reggio Emilia (Istoreco) detiene i diritti sulle immagini d'archivio utilizzate e ha supportato la realizzazione del film dal punto di vista logistico.
Nel 2020 per la ricorrenza del 75º anniversario della liberazione viene realizzato il DVD.

## Accoglienza
La decisione di assegnare un premio al film da parte della giuria del Festival Mundial de Cine Estremo San Sebastián nella città messicana di Veracruz è stata motivata, da un lato, dal fatto che Non ci è stato regalato niente permette di gettare uno sguardo convincente sull'importante ruolo che le partigiane hanno avuto nella seconda guerra mondiale in Italia e, dall'altro, per l'impeccabile trasposizione filmica del tema.
La giornalista Ingrid Strobl scrive di come questo film vada a colmare un vuoto nella conoscenza della partecipazione delle donne alla lotta partigiana che a lungo, in Germania, è rimasta appannaggio di pochi eletti. Al regista Eric Esser sarebbe riuscito «non solo di raccontare la storia di queste tre partigiane ma di contemplare, tramite esse, le motivazioni e l'impegno di molte altre donne. Egli riesce inoltre a farle parlare dei loro sentimenti e delle loro esperienze personali con estrema franchezza conferendo in questo modo al film una profondità che, ben oltre la mera celebrazione eroica, ci rivela nondimeno il dispiacere per il mancato riconoscimento del coraggio e del contributo offerto alla storia da queste donne. Un film meraviglioso al quale auguro un vasto pubblico».
Nella sua recensione sul sito mymovies.it Marco Chiani si esprime sul documentario con tali parole: «I racconti delle staffette in bicicletta dalla pianura alla montagna (difficile non vedere nella mente le immagini di L'Agnese va a morire di Giuliano Montaldo), i momenti durissimi, le perquisizioni, le lotte per farsi accettare all'interno di una società strettamente maschilista, gli affetti più cari che vengono a mancare: c'è costante tensione emotiva nelle parole di Annita, donna eccezionale cui questo lavoro di documentazione dà il giusto risalto.»

## Riconoscimenti
- La giuria del Festival Mundial de Cine Extremo San Sebastián a Veracruz (Messico) ha assegnato al film il 24 gennaio 2014 il premio della stampa Lorenzo Arduengo.
- Al Canada International Film Festival di Vancouver il film ha ottenuto nel marzo 2014 il Rising Star Award nella categoria Student Film Competition.[10]
- Nell'ambito della Accolade Global Film Competition di La Jolla (Stati Uniti), il film ha ottenuto un Award of Merit nel 2014.[11]
- Nel maggio 2014 il film è stato premiato con un Award of Merit all'IndieFest Film Awards negli Stati Uniti.[12]
- Agli International Movie Awards 2014 di Giacarta (Indonesia) il film ha ricevuto nel settembre 2014 un Gold Award per la categoria Short documentary film.[13]
- Nell'estate 2014 il film è stato premiato con un Honorable Mention (menzione d'onore) all'International Independent Film Awards negli Stati Uniti.[14]
- Il 28 settembre 2014 il film è stato premiato con il Best Documentary Feature (Migliore lungometraggio documentario) al Great Lakes International Film Festival negli Stati Uniti.[15]